# Nhạn Giang
Nhạn Giang (tiếng Trung: 雁江区; bính âm: Yànjiāng qū) là một khu (quận) thuộc thành phố Tư Dương, tỉnh Tứ Xuyên, Trung Quốc

## Hành chính
Nhạn Giang được chia ra làm 26 đơn vị hành chính cấp hương, gồm 4 nhai đạo, 20 trấn và 2 hương. Ngoài ra quận này còn quản lý 1 đơn vị ngang cấp hương khác.
- Nhai đạo: Liên Hoa (莲花街道), Tam Hiền Từ (三贤祠街道), Tư Khê (资溪街道), Sư Tử Sơn (狮子山街道)
- Trấn: Nhạn Giang (雁江镇), Tùng Đào (松涛镇), Bảo Đài (宝台镇), Lâm Giang (临江镇), Bảo Hòa (保和镇), Lão Quân (老君镇), Trung Hòa (中和镇), Đan Sơn (丹山镇), Tiểu Viện (小院镇), Kham Gia (堪嘉镇), Ngũ Hoàng (伍隍镇), Thạch Lĩnh (石岭镇), Đông Phong (东峰镇), Nam Tân (南津镇), Trung Nghĩa (忠义镇), Bi Ký (碑记镇), Phong Dụ (丰裕镇), Nghênh Tiếp (迎接镇), Tường Phù (祥符镇), Thanh Thủy (清水镇)
- Hương: Tân Trường (新场乡), Hồi Long (回龙乡)

Đơn vị ngang cấp hương khác
- Trung tâm lao động giáo dưỡng Đại Yển Tứ Xuyên (四川大堰劳动教养管理所)